# Musée national de Céramique
Musée national de Céramique er et museum beliggende på Place de la Fremstilling, Sèvres, Hauts-de-Seine, en forstad til Paris. Museet blev etableret i 1824.

## Historie
Det var direktøren for porcelænsfabrikken Manufacture nationale de Sèvres, Alexandre Brongniart, der grundlagde museet med det mål at indsamle og studere fin keramik fra hele verden. I 1845 udsendte museet dets første katalog, og i 1927, blev Musée national de Céramique-Sèvres gjort uafhængig af porcelænsfabrikken.
I dag indeholder museet store samlinger af earthenware, fajance, porcelæn og keramik fra hele verden, der stammer fra de tidligste tider til i dag. Der er cirka 50.000 genstande, hvoraf omkring 5.000 var fremstillet af Sèvres.